# Antica pieve di Santa Maria in Doblazio
L'Antica Pieve di Santa Maria in Doblazio è una chiesa cattolica che sorge aggrappata ad una sporgenza rocciosa sospesa a mezza costa sulla Valle Orco a Pont Canavese, comune nella Città metropolitana di Torino in Piemonte.

## Storia
In tempi preistorici si sviluppò sull'area un insediamento neolitico, proseguito nelle età del Bronzo e del Ferro, che in seguito divenne un vicus romano. Probabilmente in tempi paleocristiani vi venne eretto un sacello, di cui non è rimasta traccia. Per antichissima tradizione, a cui accenna l'iscrizione sull'arco del presbiterio, la pieve sarebbe la prima chiesa dell'Italia settentrionale e la terza in assoluto a venire dedicata a Maria Madre di Dio,quindi potrebbe risalire alla metà del V secolo. Rafforza tale ipotesi il fatto che è la pieve matrice di tutte le chiese delle Valli Orco e Soana. 

Un'iscrizione sulla porta del presbiterio riporta che già alla fine del X secolo la pieve era in pessime condizioni e venne ricostruita interamente intorno all'XI secolo per volere di re Arduino, che assegnò alla parrocchia anche 100 giornate di terreni (quasi 40 ettari). La chiesa venne censita per la prima volta durante la visita pastorale del 1329, come “Santa Maria de Oplacio, Plebis de Ponto”, ed appare come “Plebs Doblacii”, nel "Liber decimarum" nel 1368.
Una successiva riedificazione risale al XVII secolo e pertanto degli edifici precedenti rimangono poche tracce, sotto la chiesa e la sacrestia. La pieve fu parrocchia di Pont Canavese fino al 1879.

## Descrizione

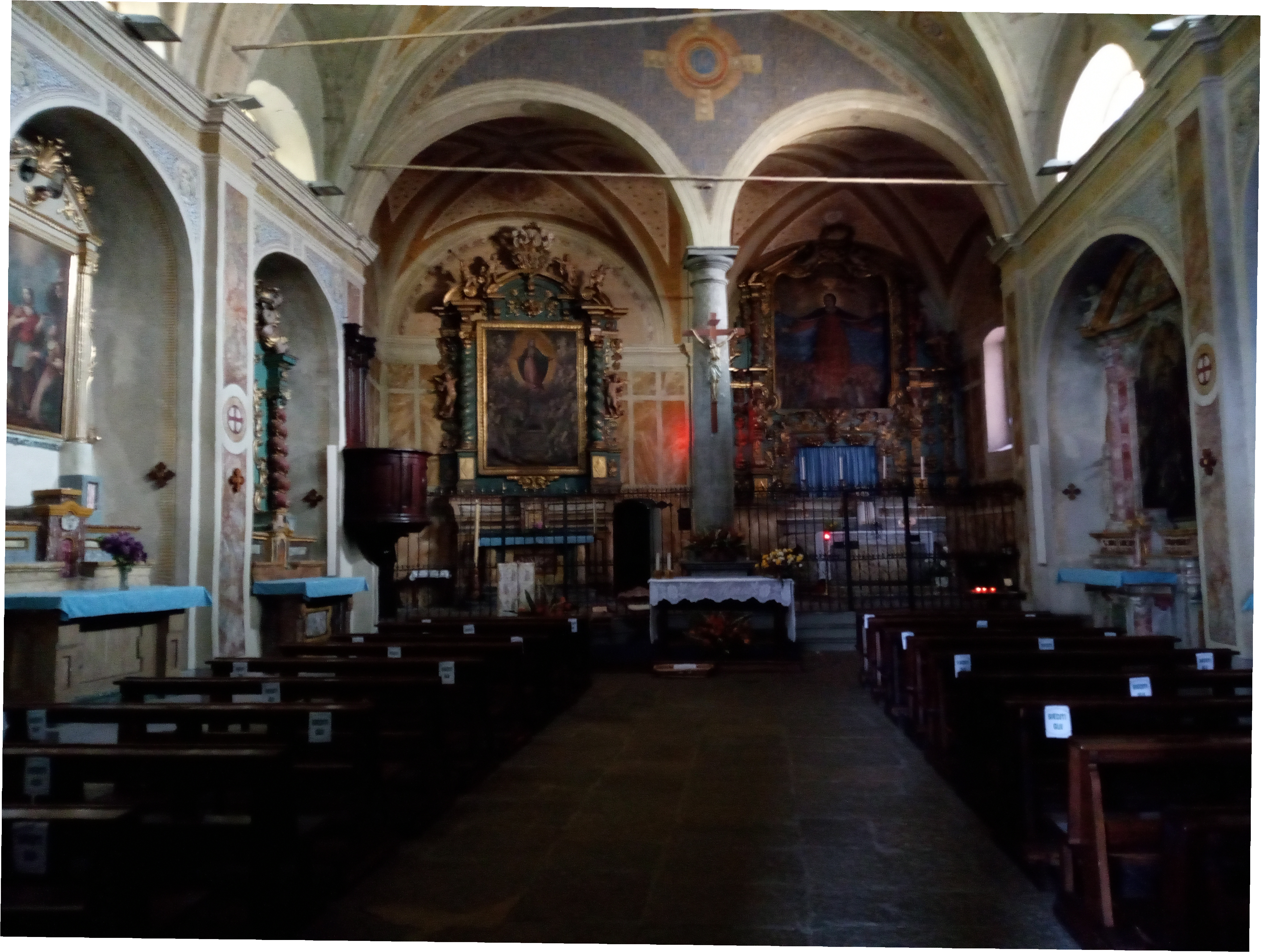
L'altare maggiore doppio

La pianta della chiesa ha una forma irregolare, simile ad un parallelogramma arcuato, causata dalla conformazione del terreno. Altro elemento inusuale è la presenza di due altari maggiori contigui, addossati ad una parete inclinata rispetto ai due lati longitudinali; a metà di questi si trova una grossa colonna monolitica in pietra per sostenere due archi di volta risalenti al 1661.
I due altari maggiori vennero già segnalati nella visita pastorale del 1585 e descritti particolareggiatamente da monsignor Asinari nel 1647; ciò è un indizio della preesistenza di una chiesa ad aula unica con due absidi appaiate, tipologia costruttiva in uso sin dall'ottavo secolo.
Sopra l'altare di destra un antico affresco XIV secolo rappresenta l'apparizione della Vergine al popolo.
Un'iscrizione latina in lettere gotiche, presente nella chiesa, pare sia della metà del secolo XIV.
Nel coro sono conservati numerosi ex-voto.
In sacrestia una piccola urna con coperchio in marmo reca sculture gotiche recanti lo stemma Sabaudo e i nodi dell'Ordine dell'Annunziata. Si presume che sia stato donato da Amedeo VIII di Savoia nel 1398.

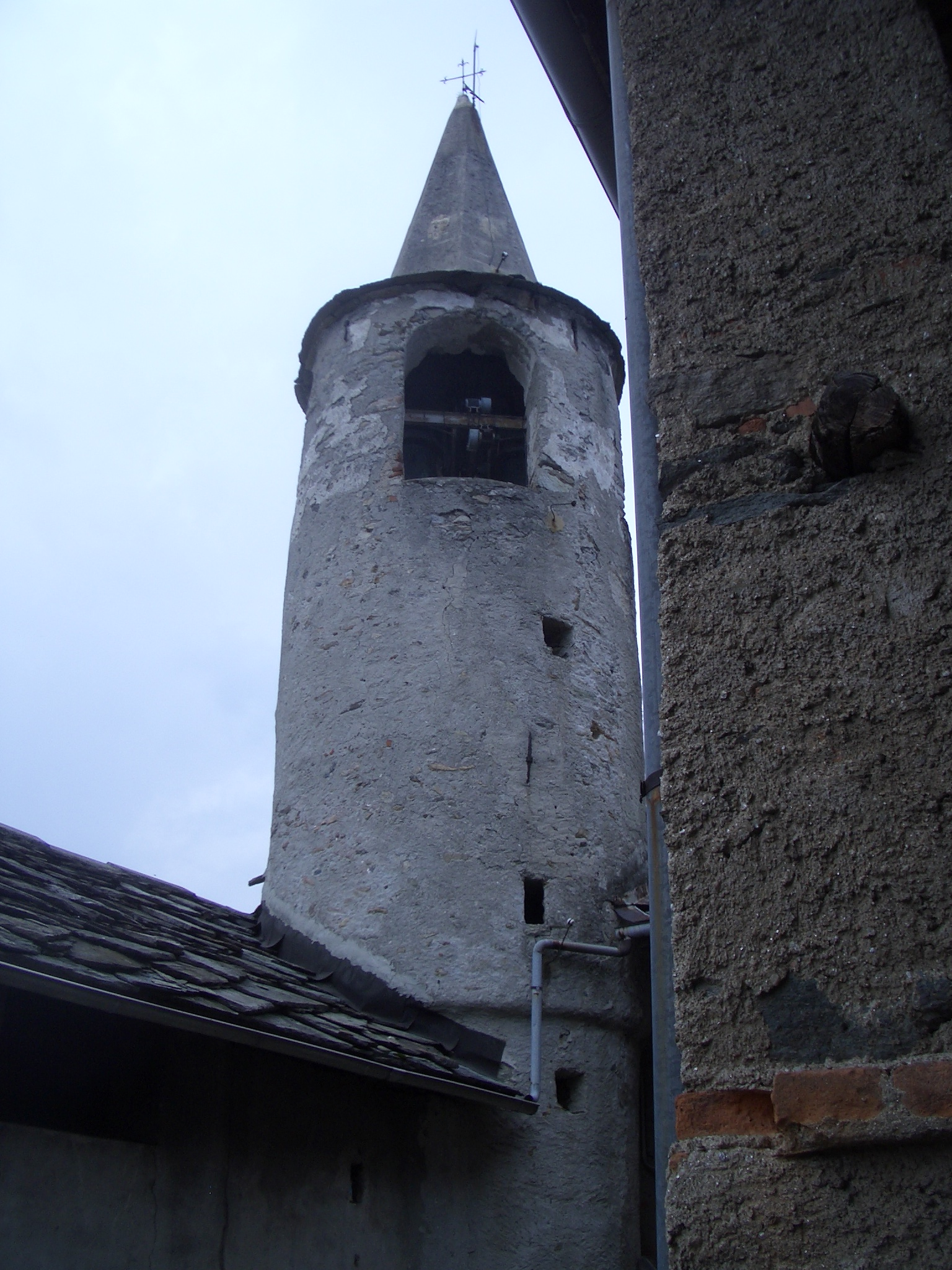
Campanile

Una statuetta lignea di Madonna col Bambino con abiti in stoffa, del XII secolo, ed è conservata in altra sede.
Il presbiterio è separato dal corpo centrale da una cancellata in ferro battuto, offerta dai fedeli di Pont e Frassinetto nel 1661 insieme alla colonna in pietra che sostiene l'arco di volta. 
L'elemento più antico della costruzione è però il campanile circolare: modificato in tempi successivi con una cuspide, in origine era una torre di difesa.

### Altari

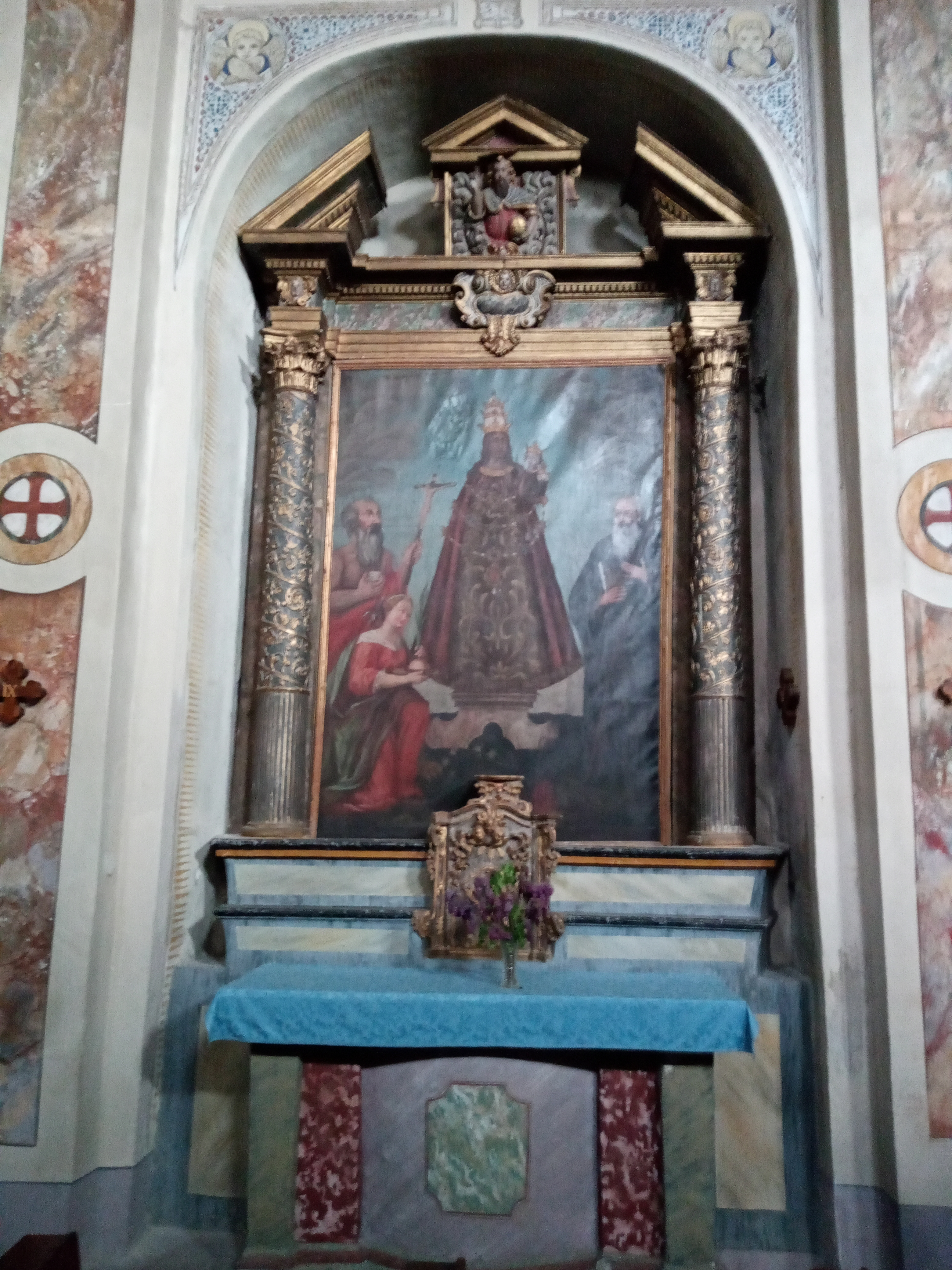
La Madonna nera

I due altari maggiori raffigurano la Madonna delle Grazie a destra e l'Assunzione di Maria a sinistra; lungo le navate si trovano l'altare di San Rocco (ex voto delle borgate Faiallo e Frassinetto per la liberazione dalla peste), quelli della Madonna del Carmine e di una Madonna Nera (tradizionalmente considerata la Madonna di Loreto), l'altare di San Giuseppe, arricchito da un pregevole dipinto, quello di San Giovanni decollato (eretto dall'omonima confraternita) e gli altari delle sante Lucia e Apollonia.

## La leggenda della fondazione
La leggenda racconta che i De Doblazio, signori del borgo che sorgeva ai piedi della rupe, avessero una cappella, distrutta da una piena; venne deciso di ricostruirla in loco, ma i lavori eseguiti di giorno venivano sabotati di notte. Furono consultati sacerdoti e santoni senza trovare una soluzione, finché una masca che curava le malattie con le erbe e con riti magici suggerì di lasciare libera una mula bianca con gli attrezzi da muratore sul basto e di costruire la chiesa dove essa si sarebbe fermata. La mula si fermò su questo costone e la chiesa fu qui costruita.
In realtà sul pianoro sorgeva una torre di guardia e, attorno ad essa, un piccolo vicus. Quando in Canavese giunse il cristianesimo vi si costruì un sacello, le cui tracce sono perse nei cunicoli sotto alla chiesa.

## Archeologia

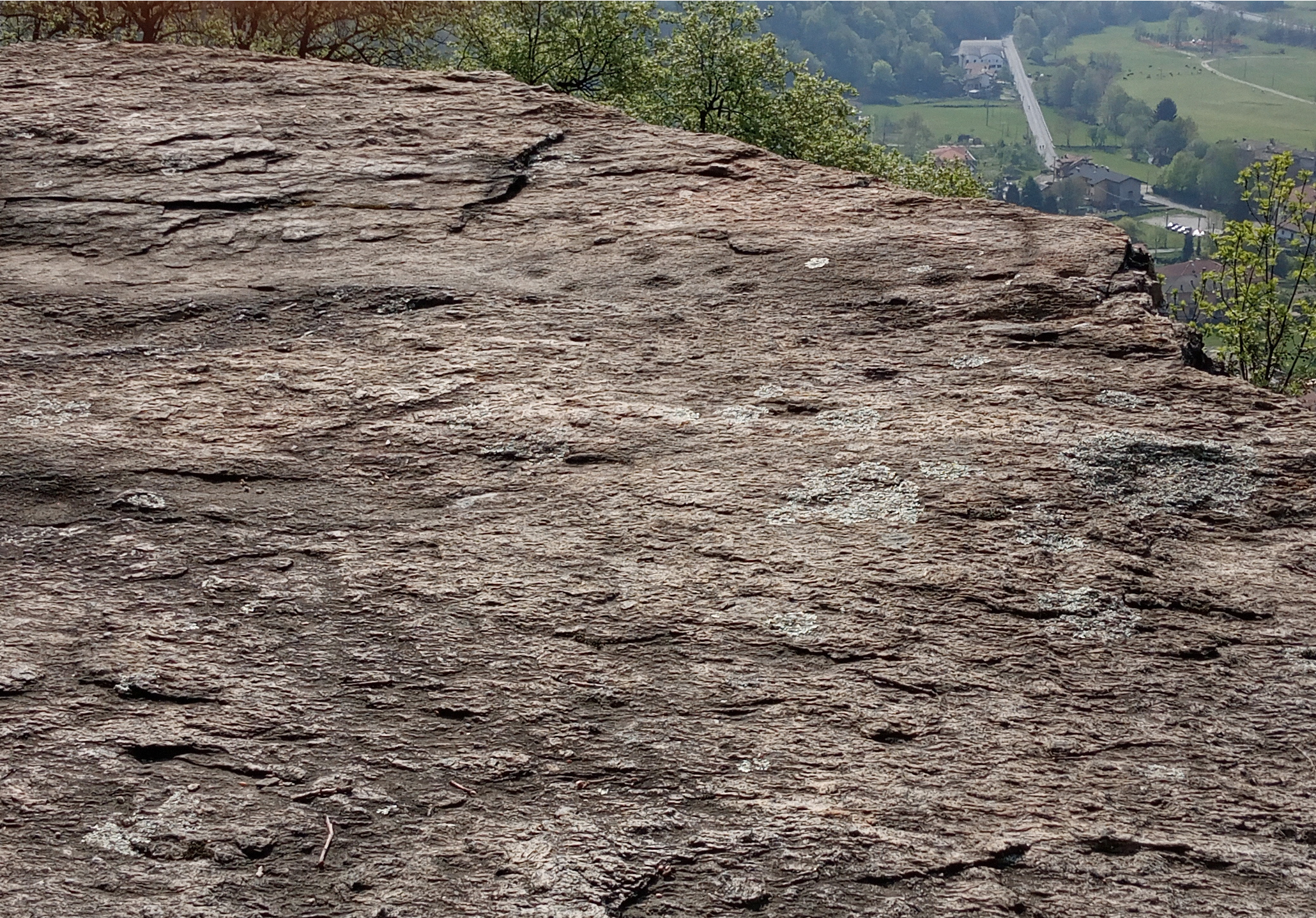
Pont Canavese, coppelle neolitiche

Nei pressi della pieve si nota un masso erratico inciso con 11 coppelle. Poco distante restano tracce di una capanna con un focolare e materiali di tradizione preistorica: asce in pietra levigata, macine a sella, colatoi, fusaiole, pesi per telaio e frammenti di vasi di buona fattura. Il materiale è conservato nel Museo archeologico del Canavese a Cuorgnè. A pochi chilometri di distanza, in località Campidaglio, vi sono altri insediamenti preistorici.

## Strutture esterne
|  |  |  |